# 新井素子
新井素子（日語：新井素子，1960年8月8日—），日本小說家，日本SF作家俱樂部第15代會長，日本推理作家協會會員。

## 經歷
生於東京都練馬區。祖父、外公及雙親都曾在講談社工作，家中藏書豐富，從小就閱讀大量書籍。
1977年還在東京都立井草高等學校念二年級時，以〈あたしの中の……〉獲得第1屆奇想天外SF新人賞佳作。當時評審星新一盛讚她的作品並力薦為最優秀作，不過小松左京與筒井康隆認為她新奇的文體閱讀起來略有異樣感，最後只評為佳作，但僅僅高二就獲獎出道仍成當時的一大新聞。
大學時一邊念書一邊寫作，1983年畢業於立教大學文學部德文學科。1985年與大學同學手嶋政明結婚。

## 獲獎
- 1981年以《綠色安魂曲》榮獲第12屆星雲賞日本短篇部門賞[4]
- 1982年以《海王星》榮獲第13屆星雲賞日本短篇部門賞[4]
- 1999年以《底格里斯與幼發拉底》榮獲第20屆日本SF大賞[5]